# Verdigre
Verdigre és una població dels Estats Units a l'estat de Nebraska. Segons el cens del 2000 tenia 519 habitants.

## Demografia
Segons el cens del 2000, Verdigre tenia 519 habitants, 232 habitatges, i 122 famílies. La densitat de població era de 357,8 habitants per km².
Dels 232 habitatges en un 19% hi vivien nens de menys de 18 anys, en un 47,4% hi vivien parelles casades, en un 4,7% dones solteres, i en un 47,4% no eren unitats familiars. En el 45,7% dels habitatges hi vivien persones soles el 34,1% de les quals corresponia a persones de 65 anys o més que vivien soles. El nombre mitjà de persones vivint en cada habitatge era d'1,92 i el nombre mitjà de persones que vivien en cada família era de 2,71.
Per edats la població es repartia de la següent manera: un 15,2% tenia menys de 18 anys, un 3,9% entre 18 i 24, un 16,2% entre 25 i 44, un 19,3% de 45 a 60 i un 45,5% 65 anys o més.
L'edat mediana era de 59 anys. Per cada 100 dones de 18 o més anys hi havia 76 homes.
La renda mediana per habitatge era de 21.667 $ i la renda mediana per família de 30.208 $. Els homes tenien una renda mediana de 22.031 $ mentre que les dones 12.708 $. La renda per capita de la població era de 18.128 $. Aproximadament el 4,7% de les famílies i el 10% de la població estaven per davall del llindar de pobresa.

## Poblacions més properes
El següent diagrama mostra les poblacions més properes.